# Выборка с отклонением
Выборка с отклонением — метод, используемый для семплирования сложных вероятностных распределений.

## Постановка задачи
Для семплирования вероятностного распределения {\displaystyle f(x)} выборка с отклонением используется тогда, когда форма {\displaystyle f(x)} делает семплирование напрямую сложным.
Генерация семплов по {\displaystyle f(x)}
происходит с помощью более простого вспомогательного распределения {\displaystyle g(x)}, которое мы можем просемплировать, и которое удовлетворяет следующему условию:
{\displaystyle \forall x\ \ f(x)<cg(x)}, где {\displaystyle c>1}.

## Алгоритм
1. Взять семпл {\displaystyle x} по распределению {\displaystyle g(x)};
2. Выбрать случайное число {\displaystyle u} равномерно из отрезка {\displaystyle [0,cg(x)]};
3. Вычислить {\displaystyle f(x)};
  - Если {\displaystyle u\leq f(x)}, то {\displaystyle x} добавляется к семплам;
  - Если {\displaystyle u>f(x)}, то {\displaystyle x} отклоняется (отсюда и название метода).

Алгоритм выбирает точки {\displaystyle [x,u]} равномерно из области под графиком {\displaystyle f(x)}, а это и означает что получаются семплы {\displaystyle f(x)}.

## Примеры
Приведем простой геометрический пример.
Предположим, мы хотим выбрать случайную точку внутри окружности единичного радиуса.
Сгенерируем точку {\displaystyle (x,y)} выбрав {\displaystyle x} и {\displaystyle y} как независимые произвольные числа из отрезка {\displaystyle [-1,1]}.
Если получится так, что {\displaystyle x^{2}+y^{2}\leq 1}, то это означает что точка лежит внутри круга, и должна быть принята. В противном случае точка отклоняется, и генерируется следующая.
В качестве еще одного примера можно рассмотреть алгоритм Зиккурат, в основе которого лежит выборка с отклонением. Этот алгоритм используется для генерирования неравномерно распределенных случайных чисел.

## Проблемы
Проблемы, как правило, возникают при решении задач большой размерности.
При этом {\displaystyle c} будет очень большим (экспоненциальным от размерности), и почти все семплы будут отвергаться.